# Holzkirchen von Chiloé

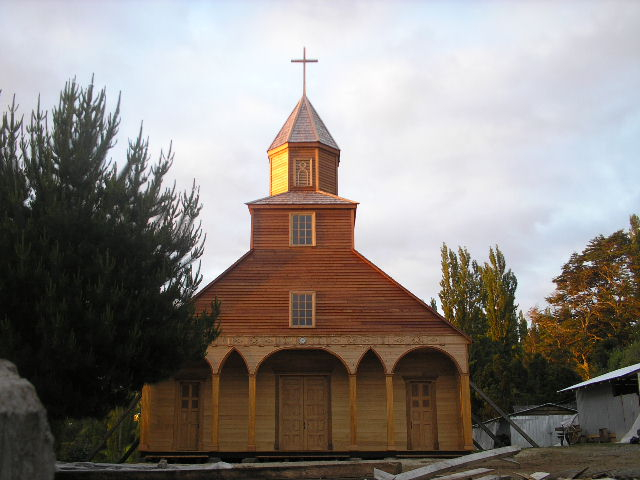
Eine typische Holzkirche auf der Insel Chiloé

Die Holzkirchen von Chiloé sind Kirchen auf der chilenischen Insel Chiloé, die im 17. und 18. Jahrhundert zumeist aus Zypressenholz erbaut wurden. 16 Kirchen sind seit dem Jahr 2000 UNESCO-Weltkulturerbe.

## Geschichte
Die Insel Chiloé, deren einheimische Bevölkerung aus Mapuche- und Chono-Indianern bestand, fiel im Jahr 1567 unter spanische Herrschaft. Im Jahr 1608 erreichten Jesuiten, von den viele aus Bayern kamen, die Insel und begannen mit der Errichtung von Kirchen. 1612 wurde das erste Gotteshaus auf der Insel fertiggestellt und die Missionierung der Insel begann. Im Zuge dieser wurden neue hölzerne Kirchen errichtet. Nachdem die Jesuiten 1767 von der Insel vertrieben worden waren, setzten Franziskaner die Missionierungsarbeit fort. Die dauerhafte Christianisierung der Insel schlug fehl, aber 150 Holzkirchen blieben erhalten.
Die älteste der erhaltenen Holzkirchen liegt auf der Insel Quinchao und wurde 1740 errichtet.

## Architektur
Die Besonderheit der Kirchen stellt die Vermischung von europäischen und indigenen Elementen dar. Die Kirchen sind zumeist auf Anhöhen in Küstennähe errichtet und wurden in der Architektur den lokalen Gegebenheiten angepasst. Die Kirchen wurden aus einheimischem Lärchen- und Zypressenholz errichtet und von Holzdübeln anstatt mit Nägeln zusammengehalten. Die Fassaden der Kirchen wurden oft in leuchtenden Farben angestrichen. Auch die Innenräume sind meistens farbenfroh gestaltet. Die Dächer der Kirchen bestehen aus farbigen Holzschindeln, die teilweise besonders kunstvoll ineinander gesteckt wurden.

## Weltkulturerbe
Im Jahr 2000 ernannte die UNESCO 16 der erhaltenen 150 Holzkirchen der Insel zum Weltkulturerbe. Diese verteilen sich folgendermaßen:
- Gemeinde Castro: Castro, Rilán, Nercón und Chelín

- Gemeinde Chonchi: Chonchi und Vilupuili

- Gemeinde Quemchi: Colo

- Gemeinde Dalcahue: Dalcahue, Tenaún und San Juan
- auf der Insel Quinchao: Quinchao und Achao
- auf der Insel Caguach: Caguach
- auf der Insel Lemuy: Aldachildo, Ichuac und Detif[6]